# Орляне
О̀рляне е село в Северна България, община Угърчин, област Ловеч.

## География
Село Орляне се намира на около 16 km западно от областния център град Ловеч и 8 km североизточно от общинския център град Угърчин. Разположено е в Средния Предбалкан. Територията на село Орляне е прошарена от малки и по-големи блокове обработваема земя, естествени ливади и гори. Релефът е хълмист. Почвите в землището на селото са алувиални и сиви горски, на отделни места могат да се открият пясъчно-глинести.
Село Орляне попада в умерено-континенталната климатична област. Обилни дъждове валят през месеците май-юни и октомври-ноември. Районът е беден на водни ресурси. Основни водоизточници тук са изворите от хълма „Кюнка“ и местността „Исака“, местните чешми, кладенци и герани. През селото протича от юг на север местната река Елешница, ляв приток на Катунецка река. Преди корекцията от 1975 г. реката е изключително пълноводна, което обяснява и наличието на останки от воденици по старото ѝ и сегашното течение. Горската растителност тук е представена главно от дъб, ясен, цер и габър. Надморската височина в центъра на селото е около 305 m, в източния му край нараства до около 340 m, а на запад около реката намалява до около 270 m.
Землището на село Орляне граничи със землищата на: село Каленик на север; село Радювене (бивше Стояново) на изток; град Угърчин на юг и запад.
Етническият състав на населението на село Орляне по численост и дял на етническите групи според преброяването през 2011 г. е:
| Етнически групи     | Численост | Дял (в %) |
| Общо                | 106       | 100       |
| Българи             | 82        | 77,36     |
| Турци               | ...       | ...       |
| Цигани              | 0         | 0         |
| Други               | ...       | ...       |
| Не се самоопределят | ...       | ...       |
| Не отговорили       | 20        | 18,87     |

Числеността на населението на село Орляне по данните от преброяванията след признаването му за село през 1963 г. се променя както следва:
| \| Година на преброяване \| Численост \| \| --------------------- \| --------- \| \| 1965 \| 331 \| \| 1975 \| 261 \| \| 1985 \| 185 \| \| 1992 \| 185 \| \| 2001 \| 137 \| \| 2011 \| 106 \| \| 2021 \| 66 \| |           |
| Година на преброяване | Численост |
| 1965 | 331       |
| 1975 | 261       |
| 1985 | 185       |
| 1992 | 185       |
| 2001 | 137       |
| 2011 | 106       |
| 2021 | 66        |

## История
Името на селото местните хора свързват с местността „Каракая“ (Черната скала), някога обитавана от много орли.
Оскъдни са сведенията за миналото на землището на село Орляне. Но някои останки – могили, градежи и други от тези времена около селото, както и известни аналогии на открития в съседни и близки селища подсказват за живот още през древността. Повечето от направените изводи се налагат въз основа на иманярски набези, извършени в землището на селото. Веществени доказателства за своето пребиваване в този край са оставили траките-в местността „Дервен дял“: керамика, бронзови апликации и бронзови монети. На много места из района на село Орляне има следи от римското владичество-Могилата, Юрта и др. Намерени са значително количество сребърни монети, фибули, фолиси и керамика.
За периода на Средновековието има малко сведения. Оттогава датира изграждането на селище-крепост на хълма „Калето“. Открити са множество медни монети (коруби), желязна пика за бой, стрели и останки от градеж.
По време на турското владичество землищата на днешното село Каленик и на село Орляне са включени в състава на турското село Каленик* (поради съвпадение на имената-Каленик*).
За първи път името Каленик* се споменава в регистър на Никополския санджак от 1479 г., като част от зиамет със 168 християнски домакинства, 2 вдовици, с общ приход 12,437 акчета, владение на Марко Мустафа бей. В състава на Каленик влизали 7 махали, отдалечени една от друга, поради особеностите на релефа: Курмазли, Аланлията, Угърчинската, Джам, Дикисан, Дурукли и Сунгурли. Център на Каленик* е Джам махала, която е най-голямата по площ с джамия. През вековете на турското владичество християнското население от махалите постепенно е ислямизирано. Според турски документ от 60-те години на 19 век махалите са изцяло мюсюлмански. Изключение прави Угърчинската махала. Турското присъствие в землището на Орляне е оставило трайни следи в имената на географските обекти, имена, които се употребяват и сега: Ибишовото, Аланлията, Исака, Гюлата, Османовото и др.
По време на Руско-Турската освободителна война(1877 – 1878) мюсюлманите напускат Каленик* заедно с отстъпващите турски войски. Техните местоживелища са подложени на разграбване и опожаряване.
В опустялото село Каленик* през 1878 г. се заселват преселници от габровските и ловешките села, както и от Македония. След тях по-късно идват и заселници от Троянско. Заселени са Дикисан (дн. Орляне) и Курмазли (дн. Каленик). В периода 1879 – 1886 г. мюсюлманите се завръщат в Каленик* и разпродават имотите си на заселниците (според продавателните записи от този период).
През периода 1878 – 1883 г. село Каленик* e самостоятелна селска община в Дерманска околия, включваща заселените махали Дикисан и Курмазли. През периода 1883 – 1887 г. село Каленик* е Каленишко общинско управление към Радювенска община, Ловешко окръжие, включващо махалите Дикисан и Курмазли. От 1887 до 1926 г. Каленик* е община в Ловчанска околия, Плевенски окръг, включващо махалите Дикисан и Курмазли. От 1926 г. махалата Курмазли се среща под името Каленик, а Каленик и Дикисан се водят съставни села, образуващи една административна община в Ловешка околия, като център на общината е Каленик. Каленик* вече не съществува. Оттогава датират и популярните сред населението имена: Горен Каленик (Дикисан, Орляне) и Долен Каленик (Каленик) или просто Калениците.
С МЗ № 2820/14 август 1934 г. махала Дикисан е преименувано на село Орляне. С Указ № 5/8 януари 1963 г. Орляне е признато за отделно населено място и е извадено от състава на Каленик. Днешното село Орляне включва три махали: Габровска, Македонска и Трън-махала. Габровска махала е заселена на мястото на обезлюдената турска махала Дикисан. Първи се заселват преселници от Габровско, а по-късно идват и такива от троянските села. Родове от Габровска махала са: Бекярци, Генчовци, Копринци, Калейци, Недялковци, Калеви, Гроздани, Богданци, Милчовци, Иванчовци, Терзиите. След габровци идват преселници от Македония. Те се заселват на мястото на обезлюдената турска махала Джам, и я наименуват Македонска махала. Родове от тази махала са: Палашовци, Папровци, Гоцевци и Славевци. Трън-махала (заради мястото, което било обрасло с тръни и глог) е заселено с преселници от Троянско. Така трите махали постепенно формират едно ново село, заселено през периода 1878 – 1886 г. село Орляне.
Преселилите се габровци, троянци и македонци са били будни българи. През 1890 г. полагат началото на учебното дело и откриват училище в малка къща, измазана с глина. За пръв учител бил назначен Кальо Хр. Боров от град Ловеч. Поради увеличаване броя на учениците през 1898 г. започва строеж на нова училищна сграда, която е завършена през 1902 г. През 1927 г. се взема решение за строеж на ново училище, което да отговаря на тогавашните педагогически изисквания. Строежът започва едва през 1930 г. и завършва 1933 г. Открито е началното училище „Васил Левски“ със слети паралелки. Първите му учители са били Васил Д. Иванов и Иван П. Христов.
През 1926 г. в селото се учредява читалище „Изгрев“. Основава се и читалищна библиотека с неголям брой книги.
През 1948 г. населението на село Орляне вероятно достига най-големия си брой от 750 души. След това се наблюдава обратната тенденция. За периода 1965 – 1986 г. общо от селото са се изселили 348 души.
Заселилите се габровци, троянци и македонци се включват постепенно в обществения и политическия живот на страната. През 1908 г. се образува група от привърженици на БЗНС, а през ноември 1931 г. организация на БРП. Орленчани вземат участие и в трите последователни войни: Балканска, Междусъюзническа и Първа световна война. Също и във Втората световна война 1944-1945 г.
На 8 септември 1944 г. в селото е установена народно-демократичната власт. Сформиран е комитет на ОФ, който през следващите години започва да играе ръководна роля в селото.
Земеделието и животновъдството в селото са еднакво развити. Първостепенен фактор тук е ролята на река Елешница и местата около нея. До 1940 г. обработката на земята е ставала с дървено рало или плуг. След това навлиза по-модерен стопански инвентар. За препитание населението упражнявало и някои занаяти: дюлгерство, коларство, кацарство и др. През август 1950 г. се поставя началото на ТКЗС, което през 1958 г. се включва в ОТКЗС „23 септември“ (Катунец).
Къщите в село Орляне са на един или два етажа. Характерни са големите дворове, оградени с плет, а в по-ново време и с дувари.
Духовната култура на орленчани се характеризира с голямо разнообразие на обичаите, обредите, вярванията, пожеланията и др.
След 1948 г. селото получава нов облик с асфалтиране на улиците, водоснабдяване и електрифициране.

## Редовни събития
През първата седмица от ноември е сборът на селото. Хората посещават родителите си на село, ядат и пият традиционни български напитки и ястия. Няма сергии и подобни забавления.

## Личности
- Дочо Пенков Маринов (Гроздан) – партизанин от Партизански отряд „Христо Кърпачев“
- Иван Пенчев-дългогодишен учител в с. Катунец